# Iranian Students News Agency
Die Iranian Students News Agency (persisch خبرگزاری دانشجویان ایران; ISNA, ایسنا) ist eine von iranischen Universitätsstudenten betriebene Nachrichtenagentur.  Sie wurde am 4. November 1999 mit dem Ziel gegründet, Nachrichten aus den Universitäten Irans zu verbreiten. Heute deckt sie nationale und internationale Themen ab. Die annähernd 1000 Autoren und Korrespondenten sind meist Studenten und häufig Freiwillige. ISNA wird als relativ unabhängige und moderate Organisation eingeschätzt und wird häufig auch in westlichen Medien zitiert.
Der Oberste Rechtsgelehrte kontrolliert ISNA über den Leiter der staatlichen Rundfunk- und Fernsehanstalten, die Studentenorganisation Jihad unterstützt ISNA. Gründer und erster Direktor war bis Herbst 2005 Abolfazl Fateh, der häufig zu Gerichtsterminen erscheinen musste, so im Fall eines Berichts über die Nobelpreisträgerin Shirin Ebadi, die auch als Menschenrechtsaktivistin arbeitet.
Der Webhoster The Planet beendete im Januar 2005 einseitig die Verbreitung der Webseiten des ISNA-Webserver. Laut ISN wurde dies nicht begründet und erst 48 Stunden vorher unterbreitet. Iranische Offizielle beschuldigten später die Vereinigten Staaten von Amerika, diesen Shutdown befohlen zu haben. Durch diese Vorfall wurden im Iran Stimmen laut, die eine eigene Satelliten-Technologie zur Verbreitung von Nachrichten forderten.